# Musée Rolin
Das Musée Rolin, deutsch Rolin-Museum, ist ein kommunales Museum für Archäologie, Kunst- und Kulturgeschichte in Autun im französischen Département Saône-et-Loire.

## Bauwerk
Benannt ist das Museum nach Nicolas Rolin. Er war im 15. Jahrhundert Kanzler, Schatzmeister und Berater der burgundischen Herzöge. Der Politiker ließ sich in seiner Heimatstadt Autun gegenüber der Kathedrale von Autun ein prunkvolles Hôtel particulier errichten. Der Bau, der sich um einen Innenhof schließt, zeigt in seiner Architektur die Formen der Spätgotik, die Arkaden des Innenhofes künden jedoch schon von der nahenden Renaissance. Das Gebäude wurde im 19. Jahrhundert verstaatlicht und später zum Museum umgebaut.

## Sammlung
Besonders die Ausgrabungsfunde aus gallo-römischer Zeit, als Autun eine der bedeutendsten Städte Galliens war, lohnen einen Besuch. Dazu zählen Funde vom nahen Tempel des Janus und aus dem Grabmal von Couhard, Götterstatuen, Mosaiken, Grabmäler und Alltagsgegenstände.
Der zweite Schwerpunkt der Sammlung sind romanische Skulpturen aus der ehemaligen Kathedrale Saint-Lazare. Als bedeutendstes Stück des Museums gilt die Versuchung Evas aus dem 12. Jh., ein Relieffragment, das wohl vom zerstörten Tympanon des nördlichen Querhausportals der Kathedrale stammt und zu den Werken des Meisters Gislebertus gezählt wird. Weiterhin verwahrt das Museum aus der Kathedrale die Fragmente des Lazarusgrabes, eines steinernen romanischen Reliquienschreins mit einer Figurengruppe der Auferweckung des Lazarus durch Christus.
Spätgotische burgundische Skulpturen aus dem Umkreis Claus Sluters wie die „Vièrge d’Autun“ (Madonna von Autun) gehören ebenfalls zum Bestand, weiterhin Malerei des Spätmittelalters und der Renaissance, darunter das Weihnachtsbild des Kardinals Rolin vom namenlosen Meister von Moulins. Außerdem gibt es eine umfangreiche Sammlung an Gemälden des 17. bis 19. Jahrhunderts sowie eine Werkgruppe von Maurice Denis.
Weitere Ausstellungen informieren über Brauchtum und Geschichte des Morvan sowie über lokale Flora und Fauna.

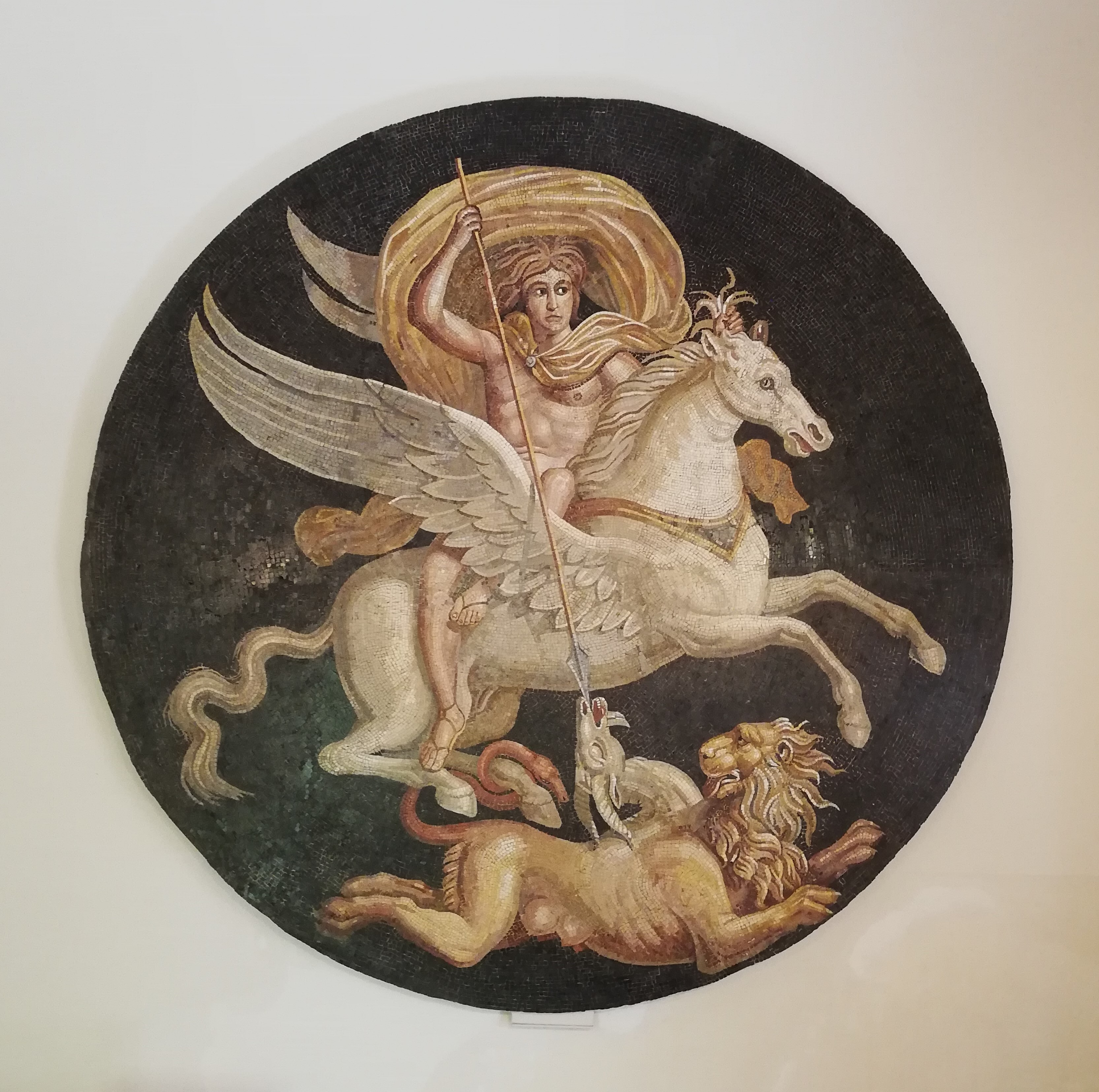
Zentrales Medaillon des Bellérophon-Mosaiks, 2. Jahrhundert n. Chr. mit späteren Ergänzungen (Inv.-Nr. 985.1.1)
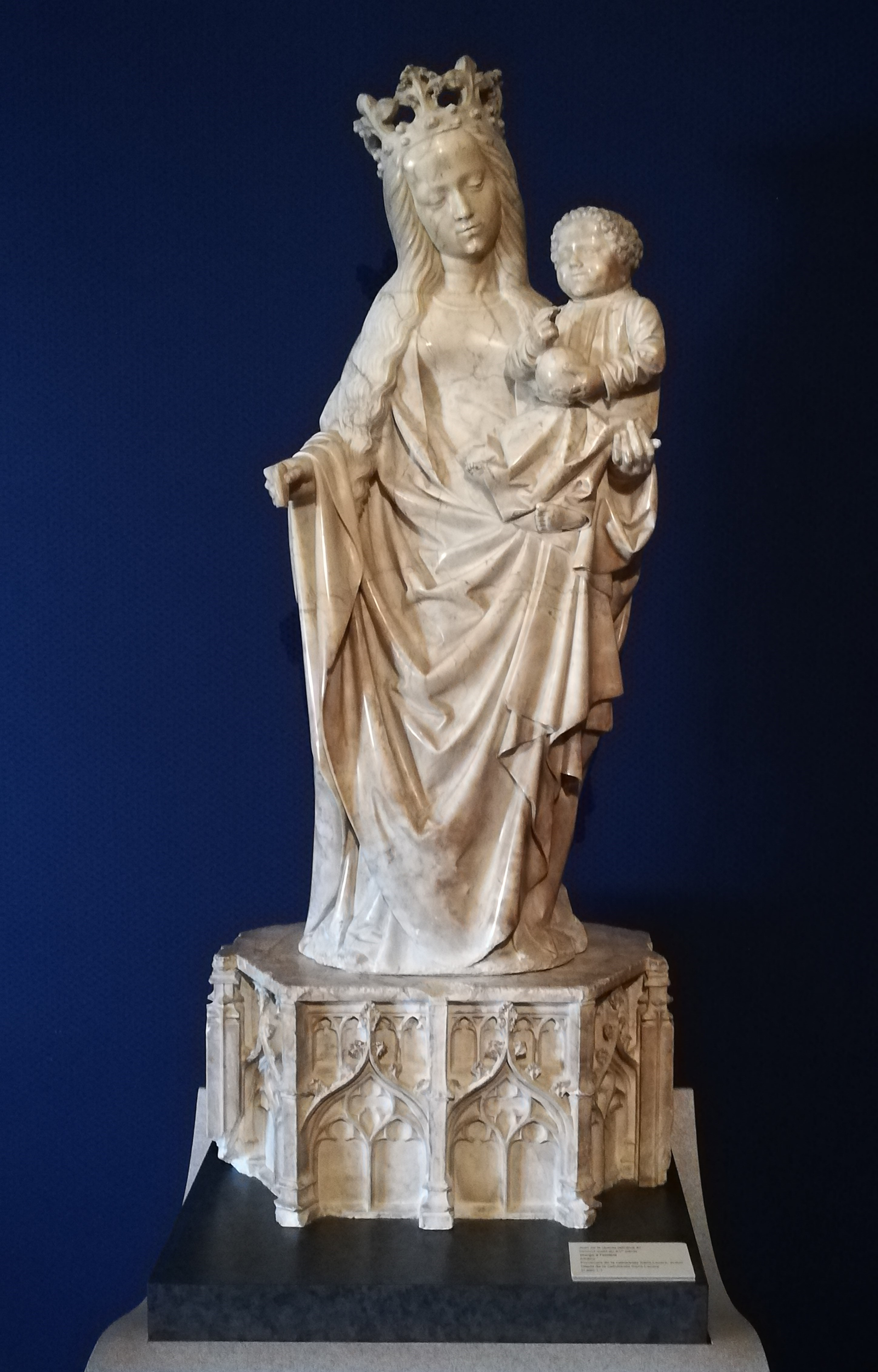
Jungfrau mit dem Kind, Jean de la Huerta zugeschrieben, Alabaster, zweites Viertel des 15. Jahrhunderts, aus der Kathedrale Saint-Lazare (Inv.-Nr. 980.1.1)
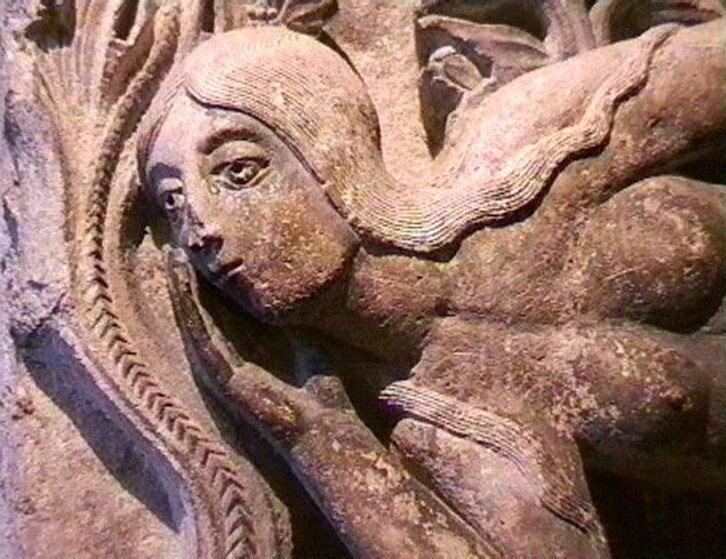
Gislebertus: Liegende Eva

## Ausstellungen
- D. Chabard (Hrsg.): Medizin im gallisch-römischen Altertum. La médecine dans l’antiquité romaine et gauloise. Exposition par le Museum d’histoire naturelle et le Musée Rolin dans le cadre du Bimillénaire de la Ville d’Autun. Musée d’Histoire Nauturelle, Ville d’Autun 1985 / Stadt Ingelheim/Rhein 1986.